# متحف بريكارباتيا للفنون
متحف بريكارباتيا للفنون (بالأوكرانية: Музей мистецтв Прикрапаття) (متحف إيفانو-فرانكيفسك الإقليمي للفنون حتى 2012) هو متحف فني إقليمي يقع في كنيسة مريم العذراء في ميدان ميدان أندريه شيبتيتسكوهو، إيفانو فرانكيفسك. يحوي المتحف واحدة من أفضل مجموعات الفن الديني المحلي. ويعدالمتحف الفني الوحيد في المنطقة والمتخصص في عرض أعمال الفنانين المحليين.

## نظرة عامة
تأسس المتحف في 1980 ليحل محل متحف الجيولوجيا التابع لمعهد المدينة للنفط والغاز. ويضم حالياً 12,386 من المقتنيات المعروضة ولعل أهم معارضه هي «فن غاليسيا الديني في القرنين الخامس عشر والعشرين» والمنحوتات الباروكية ليوهان جورج بينسل.
المتحف له فرعين:
- متحف فاسيل كاسيان[الإنجليزية] التذكاري في سنياتين[الإنجليزية].
- متحف ونصب تذكاري للعمارة والرسم في القرنين السادس عشر والسابع عشر، في كنيسة الروح القدس في روهاتين[الأوكرانية].

## المقتنيات
احتوت مجموعة المتحف ما يقرب من 15,000 قطعة في نهاية العقد الأول من القرن الحادي والعشرين، والتي تشمل أمثلة فريدة من الأيقونات الجاليكية والنحت الباروكي، ولا سيما ستة منحوتات لبينسل، ولوحات كلاسيكية أوكرانية غربية من أعمال كورنيلو أوستيانوفيتش، إيفان ترش، يوليان بانكيفيتش، ياروسلاف بستراك، أوليكسا نوفاكيفسكي، أوسيب سوروكتي، أولينا كولشيتسكا وآخرون.

## معرض الصور

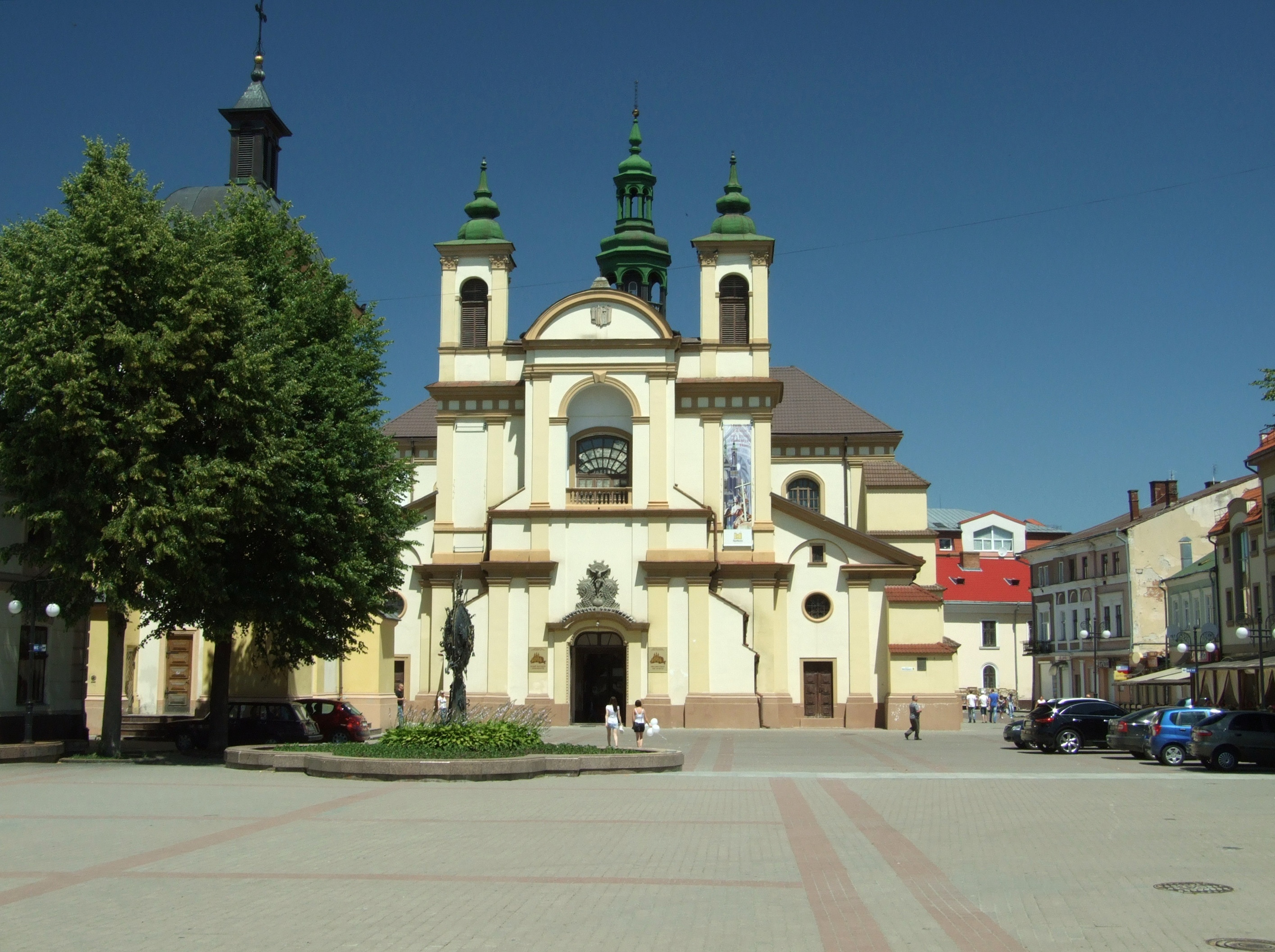
مبنى المتحف
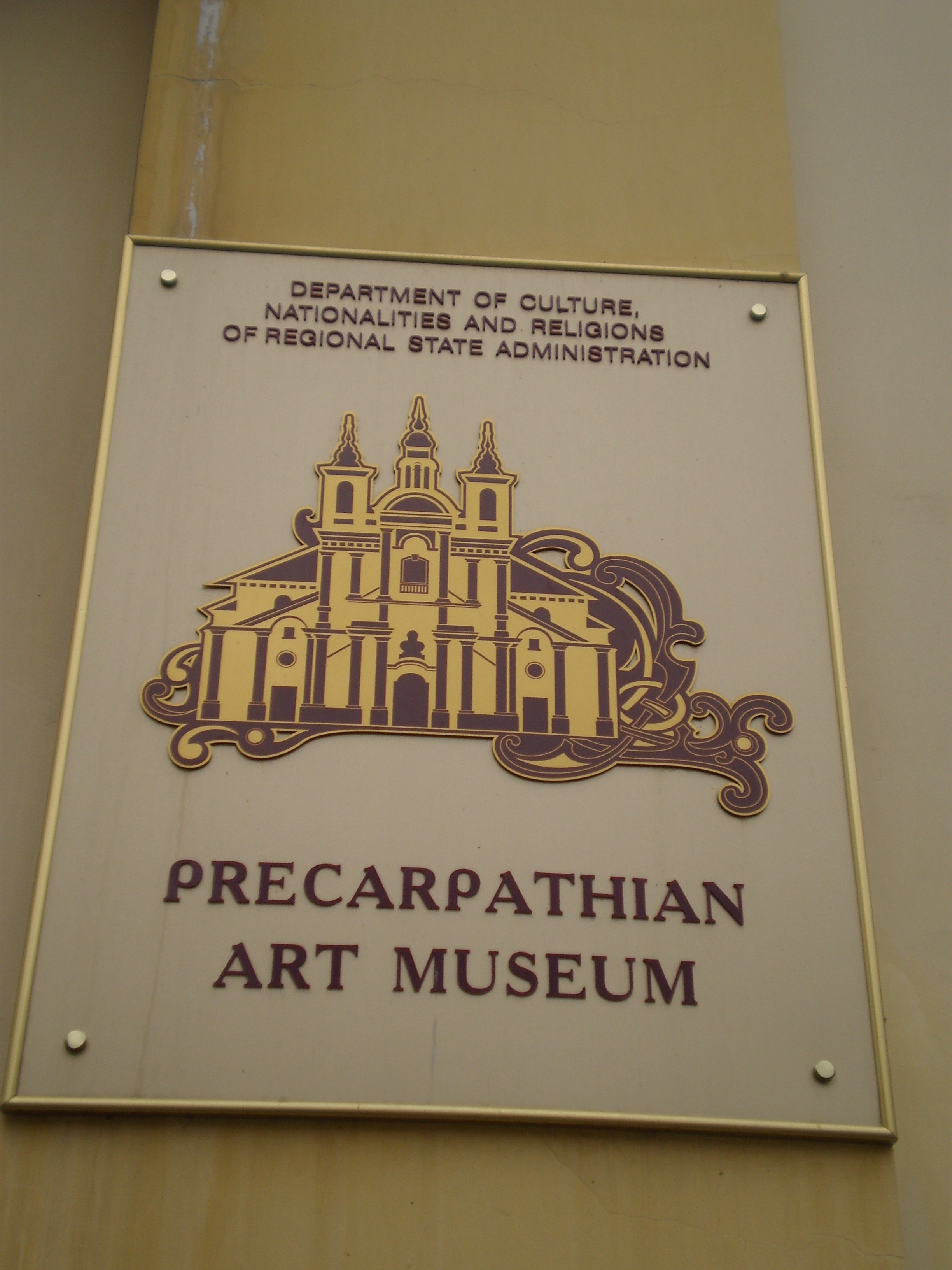
لافتة متحف بريكارباتيا للفنون
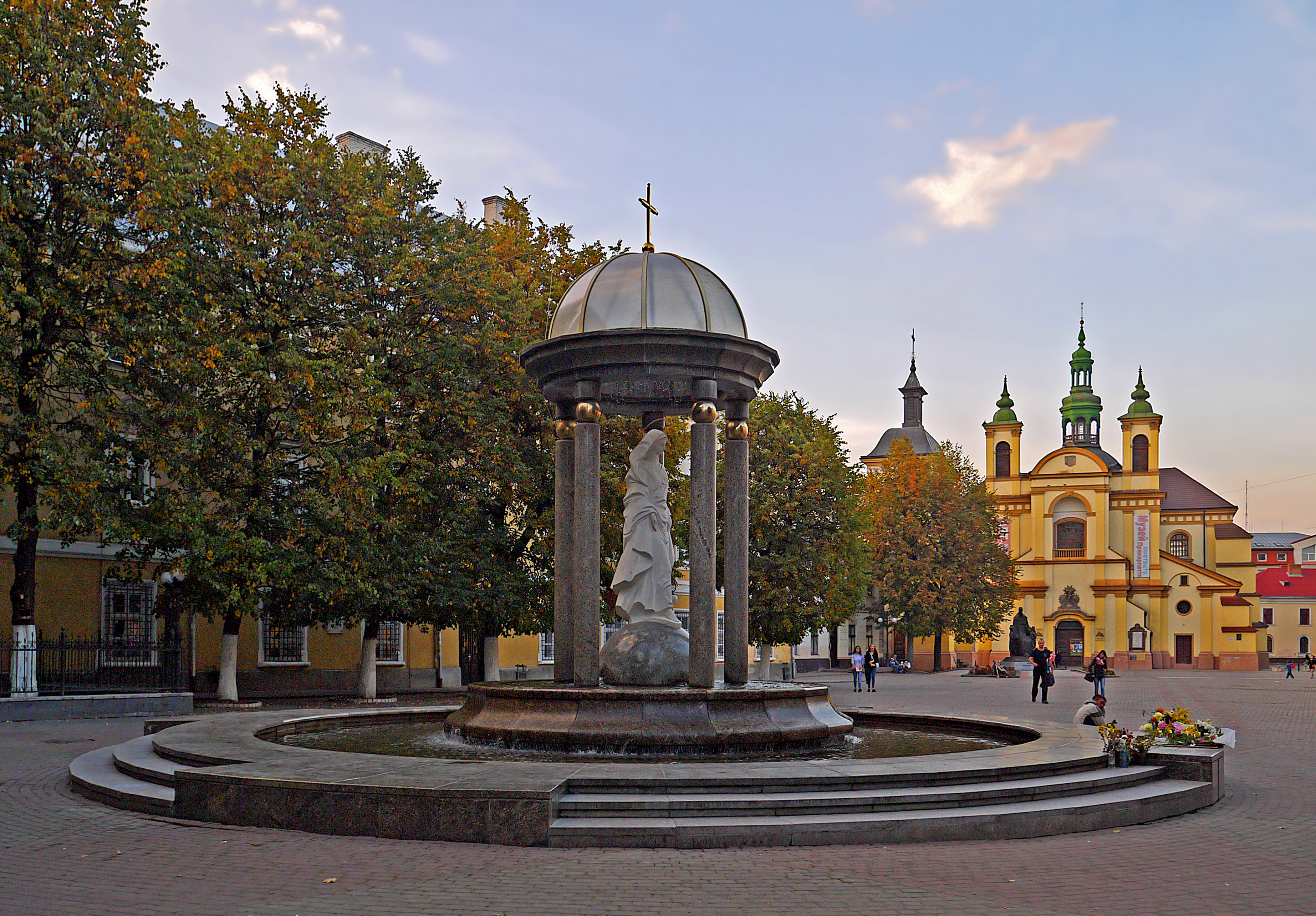
ميدان أندريه شيبتيتسكوهو

## وصلات خارجية
- (بالأوكرانية) Hours of operation
- (بالأوكرانية) Quick overview
- Museum exposition
- Art Museum
- Ivano-Frankivsk Art Museum